# Direct Air Intake
Direct Air Intake, (DAI), is de naam voor twee stuwdrukinlaatsystemen van de motorfietsen van Honda.
Voor het eerst werd een systeem met deze naam toegepast op de Honda CBR 250 RR in 1990. DAI stond toen voor: Direct Air Intake). Dit systeem was te vergelijken met het Direct Intake Cooling (DIC)-systeem. 
In 1995 werd een luchtinlaatsysteem op de CBR 600 F toegepast met dezelfde naam, maar toen was de betekenis Direct Air Induction.